# Stereodon fertilis
Stereodon fertilis là một loài Rêu trong họ Hypnaceae. Loài này được (Sendtn.) Lindb. mô tả khoa học đầu tiên năm 1892.